# 田中栄子
田中 栄子（たなか えいこ、1979年9月18日 - ）は、青森テレビの元アナウンサー。
青森県平内町出身。青森明の星高等学校、早稲田大学教育学部卒業。2008年3月末で同社を退職。愛称は「セレブ田中」。

## ATV在職時の出演番組
- 青森の!そこが知りたい
- じしゃばん
- マンスリーATV
- おしゃべりハウス
- ATVニュースワイド
- いちじまえ
- 世界陸上大阪応援たすきキャラバン